# AS Augusta
El Augusta 1986 es un equipo italiano de fútbol sala de la ciudad de Augusta, provincia de Siracusa. Fue fundado en 1986. Actualmente juega en la Serie A2 de la Divisione Calcio a 5. 

## Plantilla 2008/2009
|   | Nac.   | Nombre                             | Sobrenombre       | Puesto    |
| - | ------ | ---------------------------------- | ----------------- | --------- |
| x | Brasil | Bruno Fernandes Falcone            | FERNANDES FALCONE | Portero   |
| x | Brasil | Rodrigo Henrique Carles            | CARLES            | Portero   |
| x | Brasil | Rafael Tosta Gomez                 | TOSTA             | Cierre    |
| x | Brasil | Rodolfo Fortino De Araujo          | FORTINO           | Universal |
| x | Brasil | Everton Sgarbossa                  | SGARBOSSA         | Ala       |
| x | Brasil | Alex Rodrigo Merlim Da Silva       | MERLIM            | Ala       |
| x | Brasil | Joao Pedro Vilela de Freitas       | DE FREITAS        | Ala       |
| x | Brasil | Diego Cavinato                     | CAVINATO          | Pivot     |
| x | Brasil | Alexandre Glacyr Dall'Onder        | DALL'ONDER        | Pivot     |
| x | Brasil | David Bernardes De Melo            | BERNARDES         | Pivot     |
| x | Brasil | Carlos Augusto Dos Santos Da Silva | KAKA              | Pivot     |
| x | Brasil | Thiago Belem                       | BELEM             | Ala       |

Entrenador:  Milton Gomes Vaz-Milton Vaz

## Palmarés
- Copa Italia 2001